# Джон Френсіс Діллон
Джон Френсіс Діллон (англ. John Francis Dillon; 13 липня 1884 — 4 квітня 1934) — американський кінорежисер і актор німого кіно. Зняв 130 фільмів у період з 1914 по 1934. Він також знявся у 74 фільмах між 1914 і 1931. Народився в Нью-Йорку, Нью-Йорк, був братом Роберта А. Діллона, помер у Лос-Анджелесі, Каліфорнія від серцевого нападу. Був одружений з актрисою Едіт Холлор.

## Фільмографія

### Актор
- 1914 — Тісто і динаміт

### Режисер
- 1920 — Мильна піна
- 1928 — Пастка
- 1929 — Саллі